# چشمه و تخت امام
چشمه و تخت امام؛ نام گورستان و محوطه‌ای باستانی مربوط به سده ۳ قمری است و در شهرستان مشهد واقع شده و این اثر در تاریخ ۱ آذر ۱۳۸۸ با شمارهٔ ثبت ۲۸۱۰۵ به‌عنوان یکی از آثار ملی ایران به ثبت رسیده‌است.